# Frantův mlýn
Frantův mlýn v Brdu u Manětína v okrese Plzeň-sever je vodní mlýn, který stojí na Manětínském potoce. Je chráněn jako nemovitá kulturní památka České republiky.

## Historie
V roce 1651 je ve mlýně uváděna mlynářka Anna Frantová. V roce 1672 jej jako pustý koupil spolu se vsí Brdo Karel Maxmilián Lažanský. 1. června 1768 prodal mlynář Jan Karásek se svolením hraběte Maxmiliána Václava Lažanského mlýn Josefu Dobiaschovi za 1050 zlatých; mlýn měl v té době dvojí složení a pilu. 10. června 1840 byl při povodni poškozen nedaleký splav. Mlynář se zadlužil a postavil provizorní jez; značně zadlužený mlýn byl odhadnut na 10000 zlatých. Patřilo k němu 25 strychů polí, 6 strychů luk a 22 strychů lesa. Škody po povodni byly komisionálně odhadnuty na 4480 zlatých; mlynář obdržel výpomoc 50 zlatých a bylo navrženo přidělit mu dalších 300 zlatých.
K roku 1930 je na mlýně s pilou uváděn majitel František Tobiáš. Po roce 1937 bylo v celém objektu zavedeno elektrické osvětlení, zřízen hostinec a pila modernizována. Za 2. světové války se mlelo na černo až do roku 1943, kdy se mlít přestalo. V roce 1946 prodala mlynářka mlýn svému švagrovi Hecovi, který měl na práci ve mlýně německou rodinu, později odsunutou. Po skončení války byl roku 1947 objekt mlýna prodán a v provozu zůstala pouze pila.

## Popis
Voda na vodní kolo vedla náhonem přes jez a stavidlo na turbínovou kašnu. Původní jez z kamenných kvádrů byl dlouhý 28,45 metru, po povodni v roce 1872 byl nahrazen provizorním jezem dlouhým 24,50 metru z vrbových větví zasypaných štěrkem. K roku 1895 měl mlýn 3 kola (hořejší výška 4,50 m, podhorní výška 4,46 m, pro pilu výška 3,87 m), v roce 1930 2 kola na vrchní vodu (hltnost 0,209/0,111 m³/s, spád 5,10/4,60m, výkon 9,1/4,4 HP). Francisova turbína instalovaná roku 1937 je dochovaná.